# でんききかい座

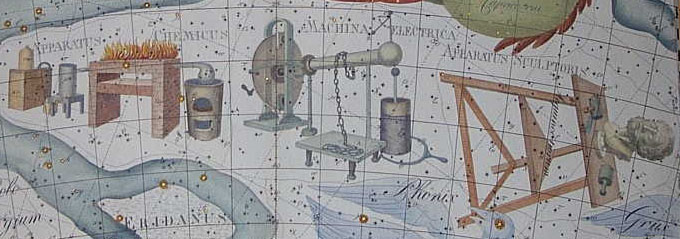
ボーデの星図に描かれたでんききかい座（中央）

でんききかい座（でんききかいざ、電気機械座、Machina Electrica）は、現在使われていない星座の1つ。
ヨハン・ボーデが1801年に刊行した「ウラノグラフィア」の中で、手回し式の摩擦起電機とライデン瓶をモチーフとしてろ座とちょうこくしつ座の間に設けた。ラカイユが実験器具をモチーフとして作った星座とは異なり、現行の88星座に選ばれなかった。